# Sadie Ama
Sadie Ama (née le 19 août 1987 à Paddington, Londres) est une chanteuse anglaise de R'n'B. Elle est la sœur cadette de Shola Ama.